# 1600 Vyssotsky
1600 Vyssotsky là một tiểu hành tinh vành đai chính với chu kỳ quỹ đạo là 918.2610207 ngày (2.51 năm).
Nó được phát hiện 22 tháng 10 năm 1947.